# Rambervillers
Rambervillers település Franciaországban, Vosges megyében. Lakosainak száma 5032 fő (2022. január 1.). Rambervillers Roville-aux-Chênes, Anglemont, Brû, Doncières, Jeanménil, Romont, Saint-Gorgon és Vomécourt községekkel határos.

## Népesség
A település népessége az elmúlt években az alábbi módon változott:
| Lakosok száma | 5505 | 5402 | 5434 | 5170 | 5139 | 5096 | 5072 | 5045 | 5032 |
|               | 2013 | 2015 | 2016 | 2017 | 2018 | 2019 | 2020 | 2021 | 2022 |